# سام جونز
سام جونز (بالإنجليزية: Sam Jones)‏ (و. 1923 – 1999 م) هو سياسي، من أستراليا، ولد في نيوكاسل، كان عضوًا في حزب العمال الأسترالي، توفي عن عمر يناهز 76 عاماً.

## مناصب
تولى منصب عضو الجمعية التشريعية نيو ساوث ويلز.